# Тюрики (Кировская область)
Тюрики — опустевшая деревня в Котельничском районе Кировской области в составе Юбилейного сельского поселения.

## География
Располагается на расстоянии примерно 14 км по прямой на северо-запад от райцентра города Котельнич.

## История
Была известна с 1802 года как починок Елоновский с 2 дворами. В 1873 году здесь (починок Елановский или Тюрики) отмечено дворов 2 и жителей 19, в 1905 3 и 31, в 1926 (деревня Тюрики или Елановский)  3 и 25, в 1950 4 и 17, в 1989 оставался 1 человек. Настоящее название утвердилось с 1939 года.

## Население
Постоянное население не было учтено как в 2002 году, так и в 2010.